# Last Friday Night (T.G.I.F.)
„Last Friday Night (T.G.I.F.)” – piąty singiel amerykańskiej piosenkarki Katy Perry promujący jej trzeci studyjny album Teenage Dream. Utwór napisali: Perry, Bonnie McKee, Lukasz Gottwald i Max Martin, a został wyprodukowany przez Gottwalda i Martina. Utwór został wydany za pośrednictwem Capekordtol. 
Singiel, zajmując 1. miejsce na Billboard Hot 100, uczynił z Perry pierwszą i jedyną kobietą, która miała pięć singli z jednego albumu na pierwszym miejscu w Billboard Hot 100 - oprócz Perry ten wynik osiągnął jedynie Michael Jackson ze swoim albumem Bad w 1988.

## Teledysk
Teledysk do „Last Friday Night (T.G.I.F.)” został nakręcony w maju 2011 roku podczas trasy koncertowej w Australii. W teledysku główną rolę objęła Katy Perry jako Kathy Beth Terry. Gościnnie wystąpili Darren Criss (znany z roli w Glee) jako Aaron Christopherson, Rebecca Black jako ona sama, Kevin McHale (znany z roli w Glee) jako Everett McDonald, Kenny G jako grający na saksofonie wujek, Hanson jako imprezowy zespół, Corey Feldman i Debbie Gibson jako Kirk i Tiffany Terry, czyli rodzice Kathy.

## Lista odtwarzania
- Promotional CD single[1]

1. „Last Friday Night (T.G.I.F.)” (Album Version) – 3:52
2. „Last Friday Night (T.G.I.F.)” (Instrumental) – 3:48

- Promotional CD single – remixes[1]

1. „Last Friday Night (T.G.I.F.)” (Sidney Samson Dub) – 6:04
2. „Last Friday Night (T.G.I.F.)” (Sidney Samson Club Mix) – 6:19
3. „Last Friday Night (T.G.I.F.)” (Sidney Samson Extended Edit) – 4:12

- Digital download – remix single

1. „Last Friday Night (T.G.I.F.)” (featuring Missy Elliott) – 3:58

## Personel
- Katy Perry – tekst piosenki, wokal główny
- Dr. Luke – tekst piosenki, produkcja, bębny, keyboard i programowanie
- Max Martin – tekst piosenki, produkcja, bębny, keyboard i programowanie
- Bonnie McKee – tekst piosenki
- Emily Wright – audio engineering
- Sam Holland – engineer
- Tucker Bodine – engineer
- Tatiana Gottwald – engineer
- Serban Ghenea – miksowanie
- Jon Hanes – miksowanie
- Tim Roberts – miksowanie
- Lenny Pickett – saksofon

## Notowania
| Chart (2010/2011)                        | Najwyższa pozycja |
| ---------------------------------------- | ----------------- |
| Australia (ARIA)                         | 5                 |
| Francja (SNEP)                           | 22                |
| Holandia (Dutch Top 40)                  | 7                 |
| Indonezja (LIMA Top Digital Songs)       | 13                |
| Kanada Canadian Hot 100                  | 1                 |
| Niemcy Media Control Charts              | 16                |
| Nowa Zelandia (RIANZ)                    | 4                 |
| Polska ZPAV                              | 5                 |
| Słowacja (IFPI)                          | 1                 |
| UK Singles (The Official Charts Company) | 9                 |
| US Billboard Hot 100                     | 1                 |
| US Hot Dance Club Songs (Billboard)      | 1                 |
| Węgry (Rádiós Top 40)                    | 5                 |